# Gleneonupserha vaga
Gleneonupserha vaga là một loài bọ cánh cứng trong họ Cerambycidae.